# Ђола (Римини)
Ђола је насеље у Италији у округу Римини, региону Емилија-Ромања.
Према процени из 2011. у насељу је живело 136 становника. Насеље се налази на надморској висини од 30 м.